# Mismates (film 1926)
Mismates è un film muto del 1926 diretto da Charles Brabin. Prodotto e distribuito dalla First National Pictures, aveva come interpreti Doris Kenyon, Warner Baxter, May Allison, Philo McCullough, Charles Murray, Maude Turner Gordon.
La sceneggiatura di Sada Cowan si basa sull'omonimo lavoro teatrale di Myron C. Fagan andato in scena al Times Square Theatre di New York il 13 aprile 1925.

## Trama
Jim Winslow viene diseredato dalla sua ricca famiglia dopo avere sposato la manicure Judy O'Grady. Costretto a lavorare per guadagnarsi da vivere, Jim si pente di quel matrimonio e finisce per tornare dai suoi che gli chiedono, in cambio del loro perdono, di divorziare dalla moglie. Judy, però, è determinata a non rinunciare a Jimsy, la loro creatura, e va a stare in un edificio che però viene usato come copertura da alcuni malviventi. Coinvolta innocente in un crimine, viene arrestata. Jim, per liberarsi di lei, testimonia il falso, facendola condannare. Poi, la informa della morte di Jimsy. Lei, disperata, gli giura che quando sarà libera, cercherà la sua vendetta. A consolarla, resta solo Ted Carroll, il suo avvocato che è stato anche il suo ex fidanzato. La donna riesce a fuggire e, decisa a portare a compimento la vendetta promessa, affronta Jim durante un ballo in maschera a casa sua, minacciandolo con una pistola. Viene però distolta dall'apparizione di Jimsy. Intanto Carroll, ottenute le prove dell'innocenza di Judy, riesce a farle ottenere il perdono. Libera e senza più legami con Jim, Judy può adesso riprendere la sua vita insieme a Carroll.

## Produzione
Il film fu prodotto dalla First National Pictures.

## Distribuzione
Il copyright del film, richiesto dalla First National Pictures, Inc. che segnava la lunghezza del film in otto rulli, fu registrato il 29 luglio 1926 con il numero LP22988.

Distribuito negli Stati Uniti dalla First National Pictures, il film fu presentato in prima a New York il 26 luglio 1926, uscendo nelle sale il 10 ottobre 1926. In Danimarca, il film fu distribuito con il titolo Hjertets Gerninger il 13 dicembre 1926. Nel Regno Unito, fu distribuito dalla First National Film Distributors, presentato a Londra il 14 gennaio 1927. Il film uscì in Finlandia il 3 ottobre 1927, in Austria - come Ihr Fleisch und Blut - nel 1927, in Germania - come Eheketten - nel 1928, in Portogallo - con il titolo A Desventurada - il 24 aprile 1929.
Non si conoscono copie ancora esistenti della pellicola che viene considerata presumibilmente perduta.